# Carbajosa de la Sagrada
Carbajosa de la Sagrada is een gemeente in de Spaanse provincie Salamanca in de regio Castilië en León met een oppervlakte van 13,71 km². Carbajosa de la Sagrada telt 6.790 inwoners (1 januari 2016).

## Demografische ontwikkeling
Bron: INE, 1857-2011: volkstellingen